# Laelaroa flavimargo
Laelaroa flavimargo är en fjärilsart som beskrevs av Erich Martin Hering 1926. Laelaroa flavimargo ingår i släktet Laelaroa och familjen tofsspinnare. Inga underarter finns listade i Catalogue of Life.